# Мушанга, Боггер
Боггер Мушанга (англ. Bogger Mushanga; род. 6 июня 1952) — замбийский легкоатлет, выступавший в беге на средние дистанции, прыжках в длину и тройном прыжке. Участник летних Олимпийских игр 1980 года.

## Биография
Боггер Мушанга родился 6 июня 1952 года.
В 1978 году участвовал в Играх Содружества в Эдмонтоне. В прыжках в длину занял 7-е место с результатом 7,68 метра, в тройном прыжке — 14-е (15,45).
Дважды становился чемпионом Восточной и Центральной Африки — в 1975 году в прыжках в длину, в 1979 году в тройном прыжке.
В 1980 году вошёл в состав сборной Замбии на летних Олимпийских играх в Москве. В тройном прыжке занял 17-е место в квалификации, показав результат 14,79 — на 1,76 метра меньше норматива, дававшего право выступить в финале. Также был заявлен в прыжках в длину и эстафете 4х400 метров, но не вышел на старт.
По состоянию на 2020 год владеет рекордами Замбии в прыжках в длину (7,63) и тройном прыжке (15,54).

## Личный рекорд
- Тройной прыжок — 15,54 (22 июля 1978, Алжир)[8][7]